# Talang Akar (Talang Ubi)
Talang Akar is een bestuurslaag in het regentschap Muara Enim van de provincie Zuid-Sumatra, Indonesië. Talang Akar telt 3180 inwoners (volkstelling 2010).